# Großes Heiliges Meer
Das Große Heilige Meer ist der größte natürliche See Nordrhein-Westfalens im Tecklenburger Land. Er steht namengebend für das Naturschutzgebiet Heiliges Meer – Heupen, in dem er sich befindet. Er ist vor mehreren hundert Jahren durch einen Erdfall entstanden, eine Sage erklärt das tragische Entstehen mit einem unzüchtigen Kloster an dieser Stelle.

## Lage
Das Große Heilige Meer befindet sich in der Plantlünner Sandebene, einer pleistozänen Sandlandschaft, die der Norddeutschen Tiefebene zugerechnet wird. Wenig südlich des Heiligen Meeres beginnt das Niedersächsische Bergland mit dem Schafberg.
Schon die Grenzen der Gaue Venki, Threcwiti und Bursibant trafen in der Mitte des Sees aufeinander.
Wenige Kilometer östlich des Sees befindet sich die Ortschaft Obersteinbeck der Gemeinde Recke, zu der die Hälfte des Sees gehört. Westlich des Sees befindet sich der Ort Hopsten, zu dem der See meistens gezählt wird, weil der größte Teil des Schutzgebietes auf Hopstener Grund liegt. Die Anschrift der Biologischen Station ist Recke, da sich diese auf dem Grund der Gemeinde Recke befindet.
Die Meerbecke durchfloss bis 1968 das Heilige Meer. Aufgrund der Eutrophierung des Sees und der darauffolgenden Verlandung des Sees wurde sie 150 m östlich am Rand des Naturschutzgebietes umgelegt.
Östlich des Großen Heiligen Meers befindet sich das Kleine Heilige Meer, das sich in Privatbesitz befindet, aber ebenfalls unter Naturschutz steht. Südwestlich befinden sich der Erdfallsee und der Heideweiher. Der Erdfallsee entstand am 14. April 1913 beim letzten größeren Erdfall im Schutzgebiet. Der Heideweiher hingegen ist möglicherweise nicht durch Erdfall, sondern durch Windausblasung in der Sandlandschaft entstanden.
Rund um das Heilige Meer finden sich zahlreiche größere und kleinere Senken, die auf die großräumige Senkungszone hinweisen, die sich bis zum Herthasee in Uffeln zieht.

## Namensgebung
Es gibt verschiedene Legenden über die Entstehung des Namens, die älteste schriftlich fixierte stammt aus dem im Jahr 1825 veröffentlichten Buch Münsterische Geschichte, Sagen und Legenden. An der Stelle des Heiligen Meeres stand demnach ein Kloster mit lasterhaft lebenden Mönchen. Als Bestrafung sei das Kloster, mitsamt dem Grund auf dem es stand, in den Boden gesunken. Noch heute soll man das Kloster am Seegrund sehen können.
Dolle hat versucht, den wahren geschichtlichen Hintergrund festzustellen. So gibt es ein zum Kloster Werden gehörendes Klostergut „Thankulashuti“ das ab circa 940 aus allen Heberegistern verschwunden ist. Demnach entstand das Heilige Meer um das Jahr 900. Jedoch ist dieser Zusammenhang ungewiss, da es keinen direkten Beleg für das Verschwinden gibt.
In einer Urkunde von Kaiser Otto vom 15. Juli 965 wird das Große Heilige Meer als Grenze der drei Gaue Venki, Threcwiti und Bursibant genannt. Das Meer wird hier als Drevanameri genannt, was als 'Dreigrenzenmeer' übersetzt wird.
Die Bezeichnung Heiliges Meer wurde schnell vom Volk übernommen. Der Wortstamm kommt jedoch nicht von „heilig“, sondern entweder von dem niederdeutschen ‚hel‘ oder ‚hil‘ für „schlimm“ oder dem altsächsischen ‚hola‘ für „Bruch“, „Loch“, „Tiefe“. Damit bedeutet der Name „Bruchmeer“ oder „tiefes Meer“. Der Begriff Meer hat ebenfalls eine Wandlung durchlaufen und bedeutete im Mittelalter „See“.

## Entstehung
Die Entstehung des Heiligen Meers vor vielen Jahrhunderten ist bedingt durch die „Heilig-Meer-Zone“, eine 2 km breite und 5 km lange geologische Senkungszone nordwestlich entlang des Schafberges. Sie erstreckt sich von der Recker/Hopstener Aa hinter dem kleinen Heiligen Meer bis hin zum Uffelner Moor. Einzelne sehr kleine Erdfälle sind aber auch außerhalb dieses Streifens teilweise möglich und schon öfter vorgekommen, wie November 1980 in Hörstel oder am 28. Januar 1934 in Steinbeck.
Durch die Aufschiebung des Schafberges durch das Bramscher Pluton wurde die Geologie dieses Gebietes maßgeblich mitbestimmt. Für einen Teil der Senken, vor allem im Bereich von Uffeln, sind Steinsalzeinschalungen, die ausgewaschen wurden, für Erdsenkungen verantwortlich. Andere, wie am Heiligen Meer selbst, sind auf karstgünstige Gesteine des Mündener Mergels zurückzuführen.
Der Mündener Mergel ist eine Schichtfolge des Malm, in dem Anhydrit und Fasergips-Flöze eingelagert sind. Die Wasserlöslichkeit des Anhydrits verursacht Hohlräume, die aufgrund des darüberliegenden quartären Sandes nicht tragfähig sind und einstürzen. Dies kann langsam geschehen, wie bei einigen Senkungsbereichen im Naturschutzgebiet, aber auch schlagartig wie beim Erdfallsee.
Das große Heilige Meer hatte wahrscheinlich einen Vorgängersee, der sich schon vor dem eigentlichen Senkungsereignis hier befand. Vermutlich ist die flache Röhrichtzone am nordöstlichen Ufer ein Rest dieses Sees.

## Natur

### Pflanzen

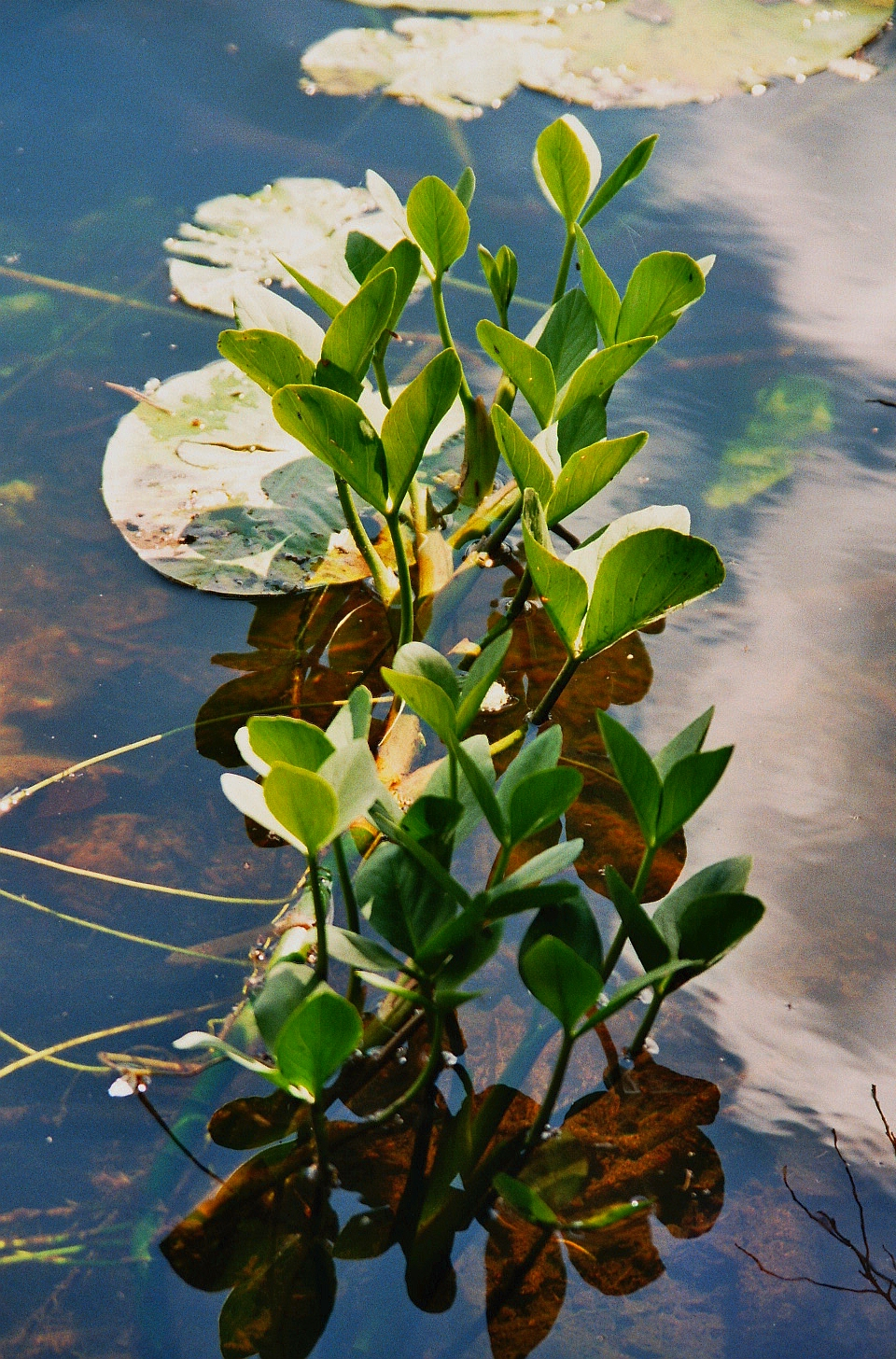
Fieberklee im Uferbereich des Sees

Das große Heilige Meer beherbergt eine Vielzahl bedrohter Pflanzenarten. Die fortschreitende Eutrophierung durch die Meerbecke konnte durch die Verlegung des Fließgewässers verzögert werden. Bedroht wird der Pflanzenbestand zunehmend durch die Landwirtschaft, die durch Düngung der Felder im näheren Umkreis des Sees zum Nährstoffeintrag beiträgt.
Um den See erstreckt sich ein Erlenbruchwald, der fast den gesamten See umschließt. Bis zur Unterschutzstellung des Sees befanden sich kaum oder nur kleine Bäume am Uferrand, der Baumbestand ist ein Produkt des Naturschutzes, indem sich die Entwicklung des Sees größtenteils selbst überlassen wird. Eine kleine Lücke zur Heidelandschaft hin soll die Wasserzirkulation mittels Wind verbessern und den Sauerstoffgehalt des Sees auf ganzer Tiefe angleichen.

### Tiere
Das große Heilige Meer ist ein Anziehungspunkt vor allem für Wasservögel. So finden sich hier Stock- und Krickenten, Wasserrallen, Teich- und Blässhühner, Haubentaucher und viele weitere. Ein besonders Schauspiel bietet sich im Frühjahr oder Herbst, wenn mehrere Tausend Stare hier im Schilfröhricht ihr Schlafquartier aufsuchen.
An Fischen finden sich im großen Heiligen Meer vor allem der Aal, Hecht, Barsch, Rotauge, Schleie, Karpfen und die Rotfeder.
Auch finden sich im und am See eine Vielzahl bedrohter Käfer und Amphibien.